# 벤텐섬 (네무로시)
벤텐섬(일본어: 弁天島)은 일본 홋카이도 네무로시에 속한 섬이다. 사람이 살지 않는 무인도이다. 일본 최북단의 벤텐섬과는 다른 섬이다. 벤텐섬은 네무로 지청의 네무로시 옆에 위치해 있다.
기후는 냉대 기후이며, 겨울에는 유빙이 나타난다. 오호츠크 문화 영향권에 속한다.

## 같이 보기
- 네무로 지청
- 벤텐섬
- 네무로시
- 오스콜키섬[도도섬(네무로시)]